# Walerian Pieriewierziew
Walerian Fiodorowicz Pieriewierziew (ros. Валерья́н Фёдорович Переве́рзев, 1882–1968) – radziecki literaturoznawca.

## Życiorys
W latach 1901–1905 studiował na wydziale fizyczno-matematycznym Uniwersytetu Charkowskiego, skąd został wydalony za udział w ruchu rewolucyjnym i skazany na zesłanie do kraju Narymskiego  . Po rewolucji październikowej prowadził działalność pedagogiczną i literacką, a od 1921 roku był profesorem Uniwersytetu Moskiewskiego  . Poglądy metodologiczne Pieriewierziewa ukształtowały się na podstawie poglądów estetycznych Gieorgija Plechanowa  .